# 安達宏道
安達 宏道（あだち ひろみち、1969年12月5日 - ）は、島根県出身のサッカー指導者。

## 来歴
FC岐阜U-18、アルビレックス新潟U-15、新潟医療福祉大学女子サッカー部の監督などを務めた後、2018年から徳島ヴォルティスのアカデミーダイレクターなどを務めた。
2021年に新しく創設されるWEリーグのASエルフェン埼玉のコーチ兼アカデミーダイレクターに就任。
2023年6月、監督を辞任した田邊友恵の後任として監督に就任した。